# Baia e Latina
Baia e Latina är en ort och kommun i provinsen Caserta i regionen Kampanien i Italien. Kommunen hade 2 160 invånare (2017).